# Papa Diop
Papa Kouli Diop (* 19. März 1986 in Kaolack) ist ein senegalesischer Fußballspieler.

## Karriere

### Verein
Der Mittelfeldspieler begann mit dem Fußballspielen in seiner Heimat bei Stade Mbour und wechselte von dort in die Jugend- bzw. Reservemannschaft des französischen Erstligisten Stade Rennes. Sein Profidebüt bestritt Diop dann am 1. Spieltag der Saison 2006/07 gegen den OSC Lille (1:2), als er in der 89. Minute eingewechselt wurde. Dann folgte kurze Zeit später die Ausleihe zum Zweitligisten FC Tours und ein Jahr später die feste Verpflichtung. Ab 2008 war er in Spanien für Gimnàstic de Tarragona, Racing Santander, UD Levante, Espanyol Barcelona und den SD Eibar aktiv. Mit Espanyol gewann er 2016 die Supercopa de Catalunya durch einen 1:0-Finalsieg gegen den Stadtrivalen FC Barcelona. Seit dem Sommer 2021 steht er nun bei UD Ibiza in der Segunda División unter Vertrag.

### Nationalmannschaft
Am 17. November 2010 debütierte Diope in einem Testspiel gegen Gabun für die senegalesische A-Nationalmannschaft. Beim 2:1-Sieg im französischen Saint-Gratien  wurde er zur Halbzeit für Souleymane Diawara eingewechselt. Beim Afrika-Cup 2015 absolvierte er drei Begegnungen in der Gruppenphase, beim Turnier 2017 zwei Gruppenpartien und traf dabei ein Mal gegen Algerien (2:2). Bis 2017 kam er in unregelmäßigen Abständen zu insgesamt 21 Länderspielen mit zwei erzielten Treffern.

## Erfolge
- Supercopa de Catalunya: 2016